# Камысакты
Камысакты (Камсакты) (каз. Қамысақты) — река в Северо-Казахстанской области Казахстана, впадает в бессточное озеро Большой Тарангул. Входит в Ишимский водохозяйственный бассейн.

## Течение
Берёт начало в северо-западной части Кокчетавской возвышенности, в 10 км западнее оз. Большой Коскуль и в 5 км восточнее села Галицино. Общее направление течения — северное. Ниже села Светлое протекает по Ишимской равнине. Впадает в Большой Тарангул с юго-запада.
В летний период река пересыхает, разбиваясь на отдельные плёсы.
До 1865 года Камысакты была началом реки Камышловки (левый приток Иртыша), которая в связи с распашкой лесостепи и общим изменением климата пересохла, оставив после себя долину с многочисленной цепочкой пресных и солёных озёр — Камышловский лог. Хорошо прослеживается старый исток реки из озера Большой Коскуль, уровень которого в XVIII-XIX веках был выше современного на 6-8 метров.
Речная система (до середины XIX века): Камысакты → Камышловка → Иртыш → Обь.

## Населённые пункты
На реке расположены 9 сёл, наиболее крупные: Лавровка, Карасёвка, Светлое, Ясновка.